# Игуманија Февронија (Јовановић)
Февронија Јовановић (Сремски Карловци, 4. јун 1971) је српска монахиња и бивша игуманија Манастира Мале Ремете.

## Биографија
Мати Февронија (Јовановић) је пореклом из Сремских Карловаца; замонашена је са 29 година у Манастиру Гргетегу на Фрушкој гори. После смрти оца и њена мајка је дошла у Манастир Гргетег, где се замонашила (монашко име Олимпијада).
После 20. година монашког живота у Манастиру Гргетег, уз благослов епископа сремског Василија Вадића, монахиња Февронија је 2021. године, дошла у Манастир Малу Ремету, где је постала нова игуманија наследивши мати игуманију Рафаилу Марковић.